# Recinto Ferial Cortijo de Torres

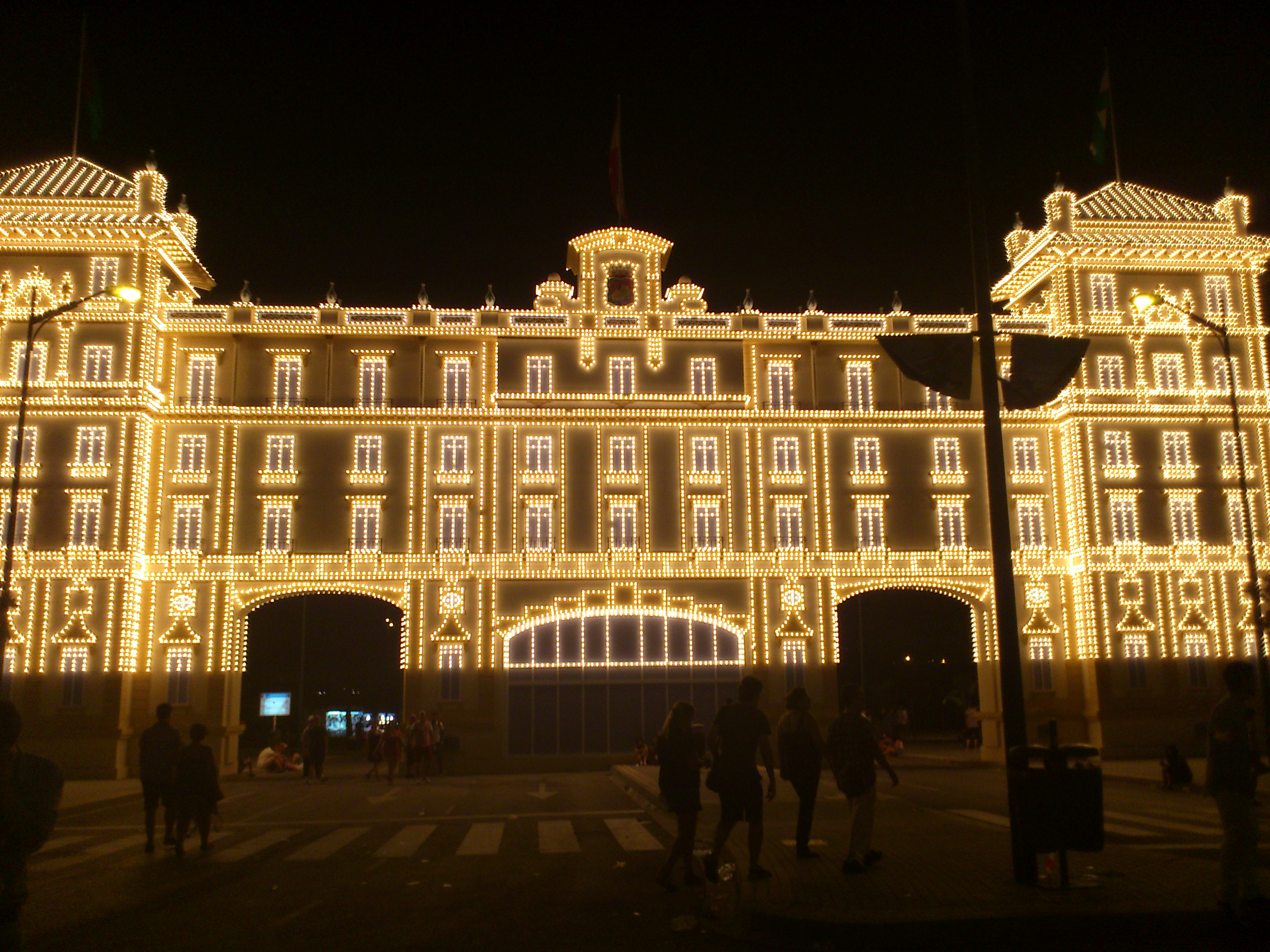
Portada del Recinto Ferial, año 2012

El Recinto Ferial Cortijo de Torres es el lugar situado en el barrio Recinto Ferial Cortijo de Torres de la ciudad española de Málaga, donde se celebra la Feria de Málaga. Inaugurado el 15 de agosto de 1998, fue diseñado por el arquitecto Jesús Valero Navarrete y cuenta con una extensión de 512 000 m².

## Zonas
En el Recinto Ferial Cortijo de Torres, una vez traspasada la portada o puerta principal, se pueden diferenciar tres zonas:
- a la izquierda tenemos la zona de atracciones mecánicas o carricoches,
- a la derecha tenemos las más de 200 casetas de las peñas flamencas y de ocio,
- y de frente, siguiendo por la calle Paquiro, llegamos al auditorio municipal.

## Denominación
Al Recinto Ferial Cortijo de Torres también se le conoce como Real del Cortijo de Torres. Este nombre no tiene nada que ver con la realeza, sino que proviene de la Feria de Abril de Sevilla, a la que, antiguamente, era habitual llegar en coche de caballos, y la tarifa fija que costaba era un real (es decir, 25 céntimos de peseta).